# Fake Plastic Trees
〈Fake Plastic Trees〉는 1995년 5월 15일 두 번째 음반 《The Bends》의 영국 얼터너티브 록 밴드 라디오헤드의 곡이다. 이 곡은 영국에서 세 번째 싱글곡이었지만 미국에서는 이 밴드의 첫 번째 싱글로 발매되었다. 〈Fake Plastic Trees〉는 초기 히트곡인 〈Creep〉의 그런지 사운드에서 벗어나 밴드의 초기 경력에서 전환점을 기록했다. 이 곡은 영국 싱글 차트, 뉴질랜드 싱글 차트, 미국 모던 록 트랙 차트, 캐나다 록/얼터너티브 차트에 대한 차트를 작성했다.
이 곡은 《롤링 스톤》의 역사상 가장 위대한 노래 500곡 중 376위에 올랐으며 트리플 J 라디오의 가장 인기있는 100곡 중 28위에 올랐다.

## 뮤직 비디오
제이크 스콧이 연출한 이 곡의 뮤직비디오는 슈퍼마켓 안에 있는데, 이 곳에서 이 밴드는 점원, 아이들, 장난감 총을 가지고 노는 큰 턱수염을 가진 노인을 포함한 몇 명의 다른 캐릭터들 사이에서 쇼핑 카트에서 밀치고 있고, 큰 검은 모자를 쓴 여성, 전기 면도기로 머리를 면도하는 농구 셔츠의 대머리 남자, 트롤리를 가지고 노는 젊은 남자 등 감독은 이 비디오에 대해 "영화는 사실 죽음과 환생에 대한 우화이지만, 만약 이 영화를 읽을 수 있다면 여러분은 그것을 만든 사람들만큼 이상할 것이다."라고 말했다. 모델이었던 배우 노먼 리두스는 젊은 남자가 트롤리를 가지고 놀 때 잠깐 모습을 드러낸다.